# Talauen von Nidder und Hillersbach bei Gedern und Burkhards
Koordinaten: 50° 25′ 40″ N, 9° 9′ 24″ O

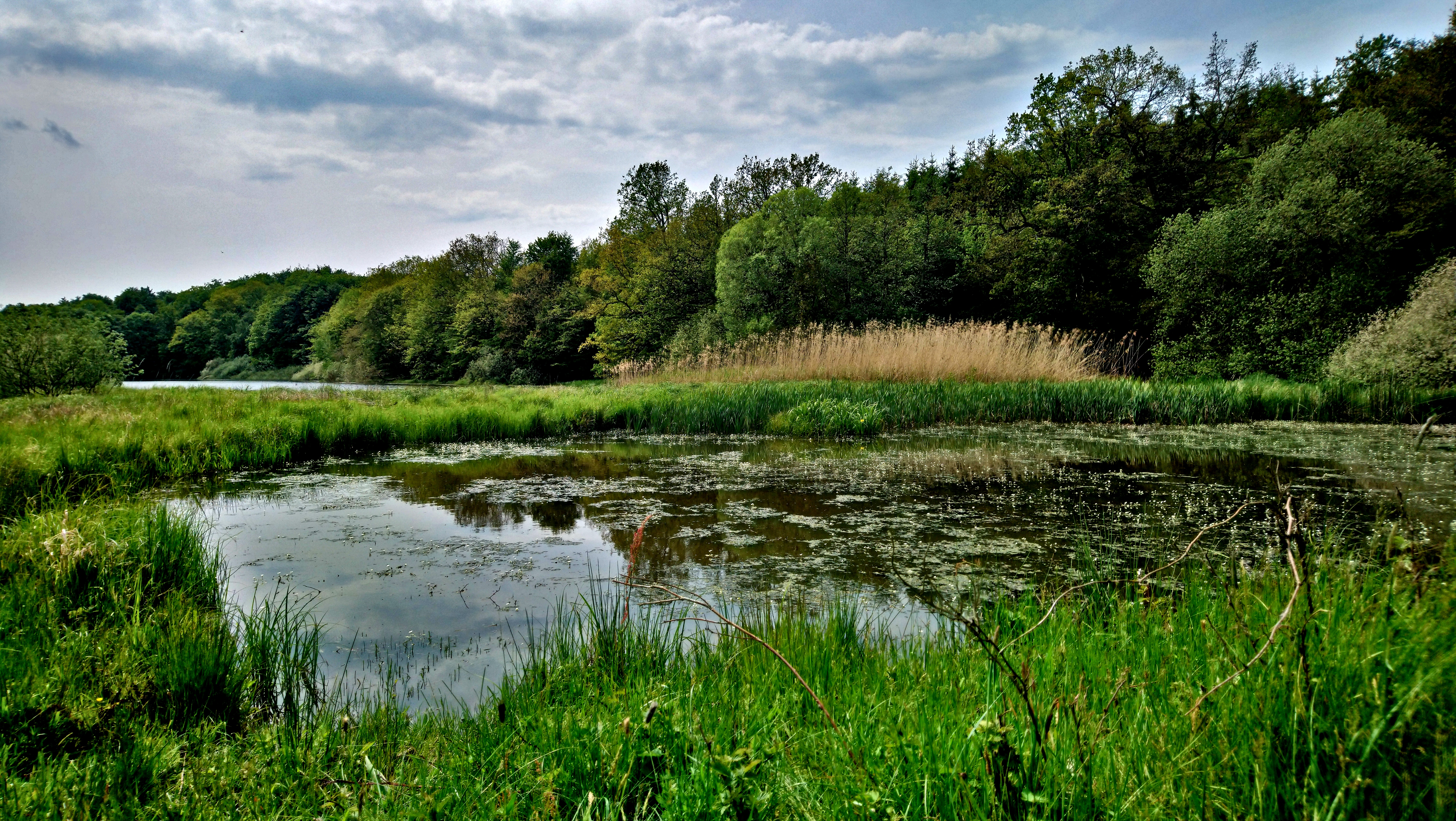
Naturschutzgebiet Talauen von Nidder und Hillersbach bei Gedern und Burkhards (Mai 2019)

Das Naturschutzgebiet Talauen von Nidder und Hillersbach bei Gedern und Burkhards liegt auf dem Gebiet der Städte Gedern im Wetteraukreis und Schotten im Vogelsbergkreis in Hessen.
Das aus drei Teilflächen bestehende etwa 253 ha große Gebiet, das im Jahr 1982 unter der Kennung 1440013 unter Naturschutz gestellt wurde, erstreckt sich westlich der Kernstadt Gedern und südwestlich von Burkhards, einem Stadtteil von Schotten, entlang der Nidder und des Hillersbaches. Am nördlichen Rand des Gebietes verläuft die B 276 und östlich die B 275.